# Jan Szyszko

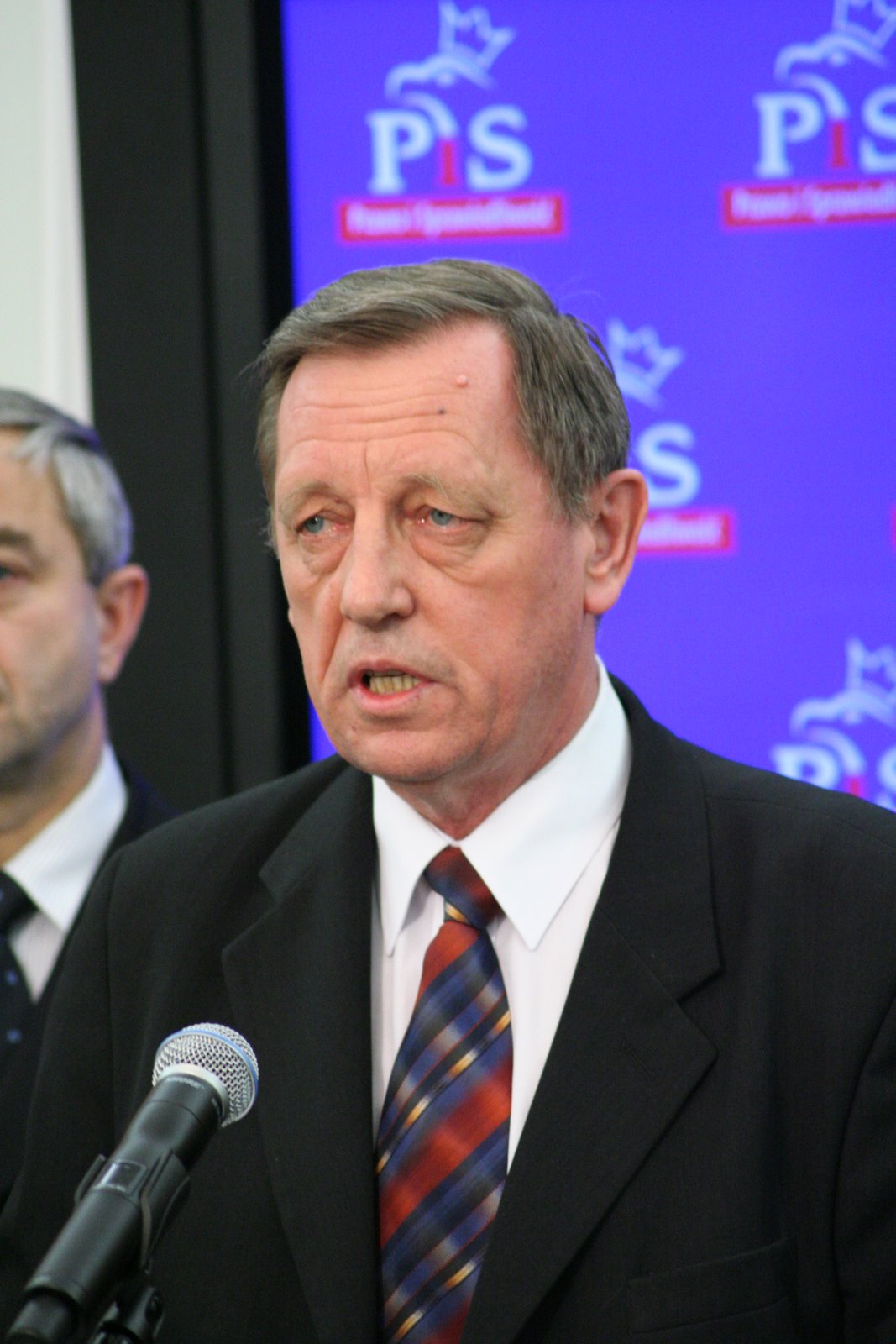
Jan Szyszko (2008)

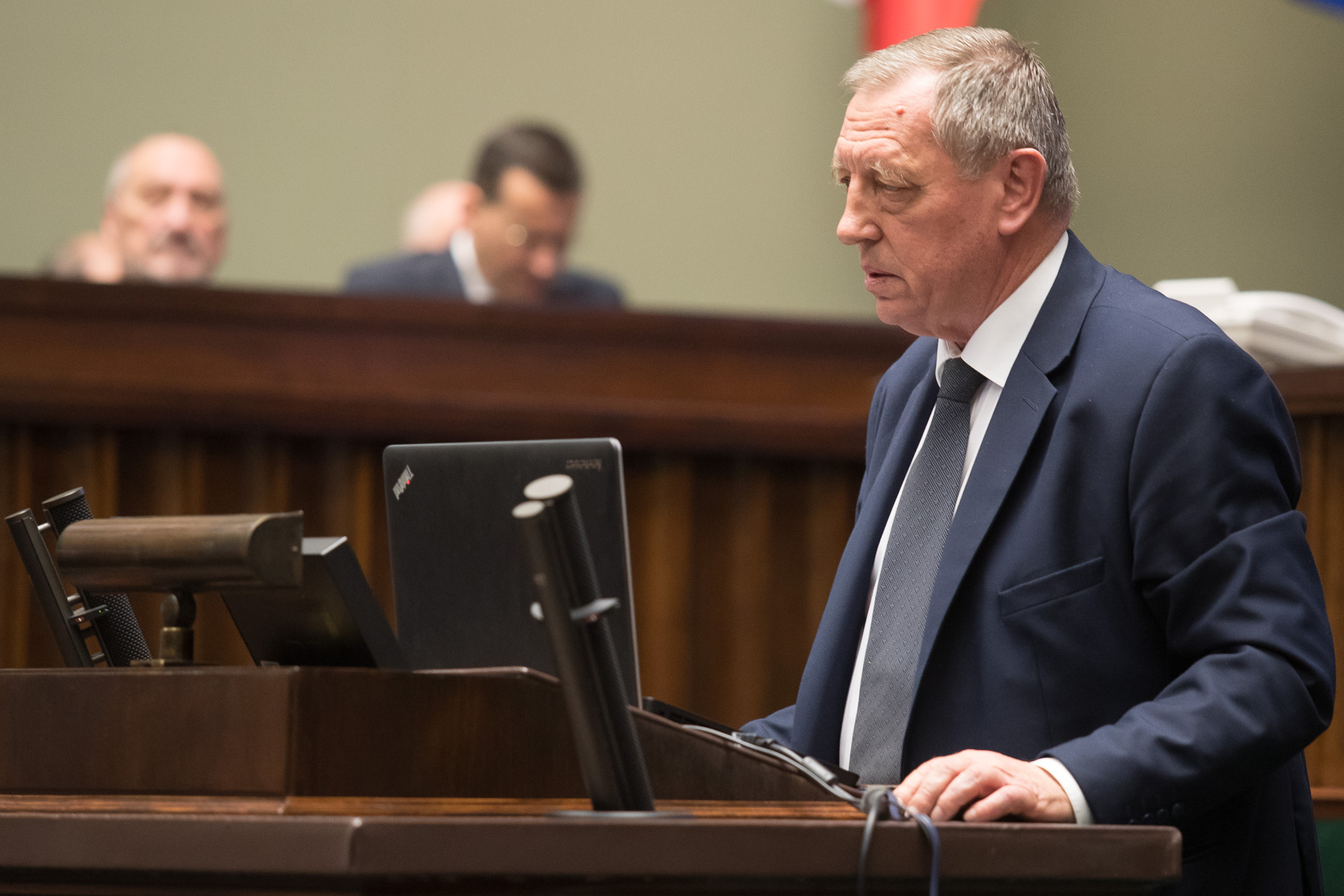
Jan Szyszko w Sali Posiedzeń Sejmu

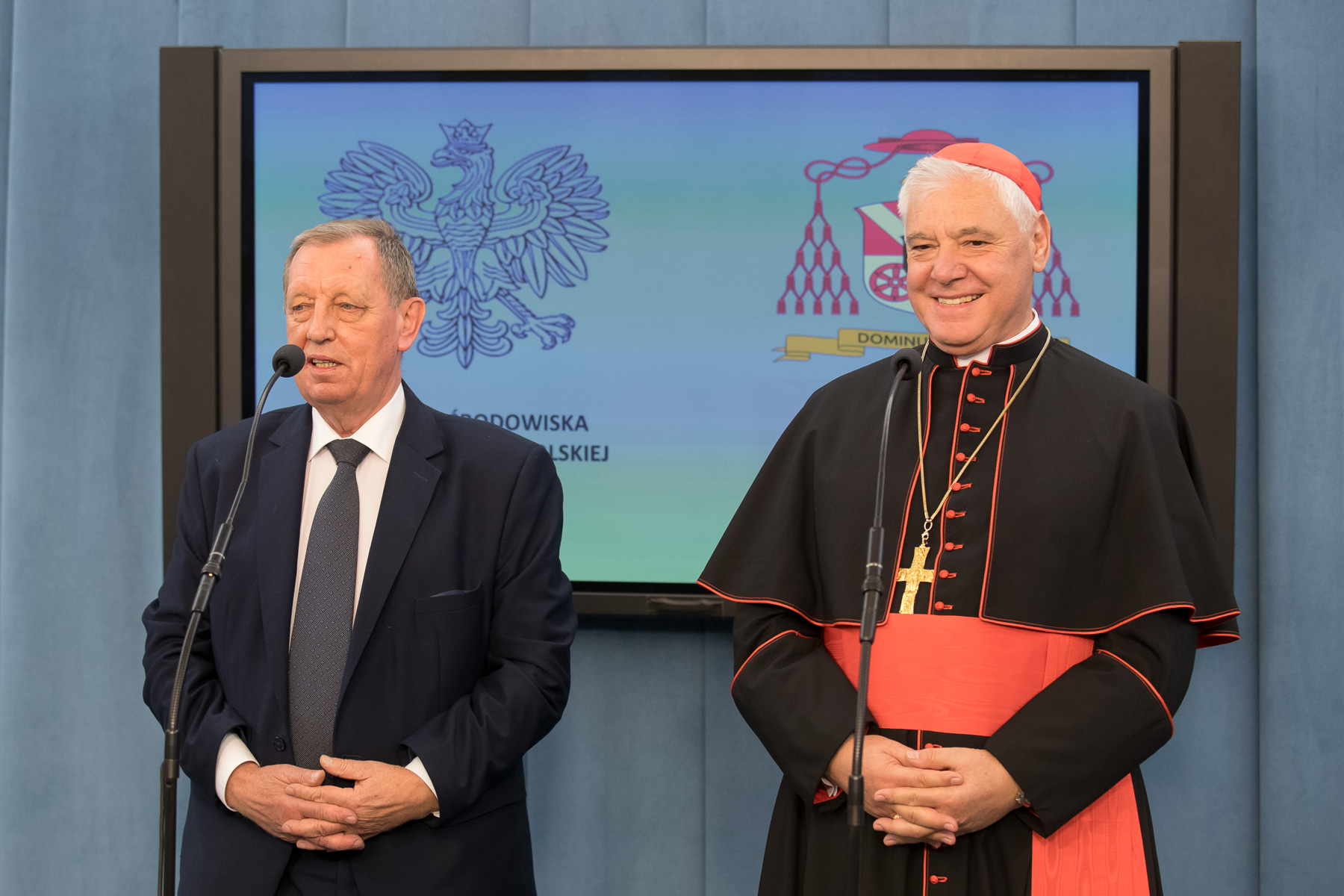
Jan Szyszko i kardynał Gerhard Ludwig Müller

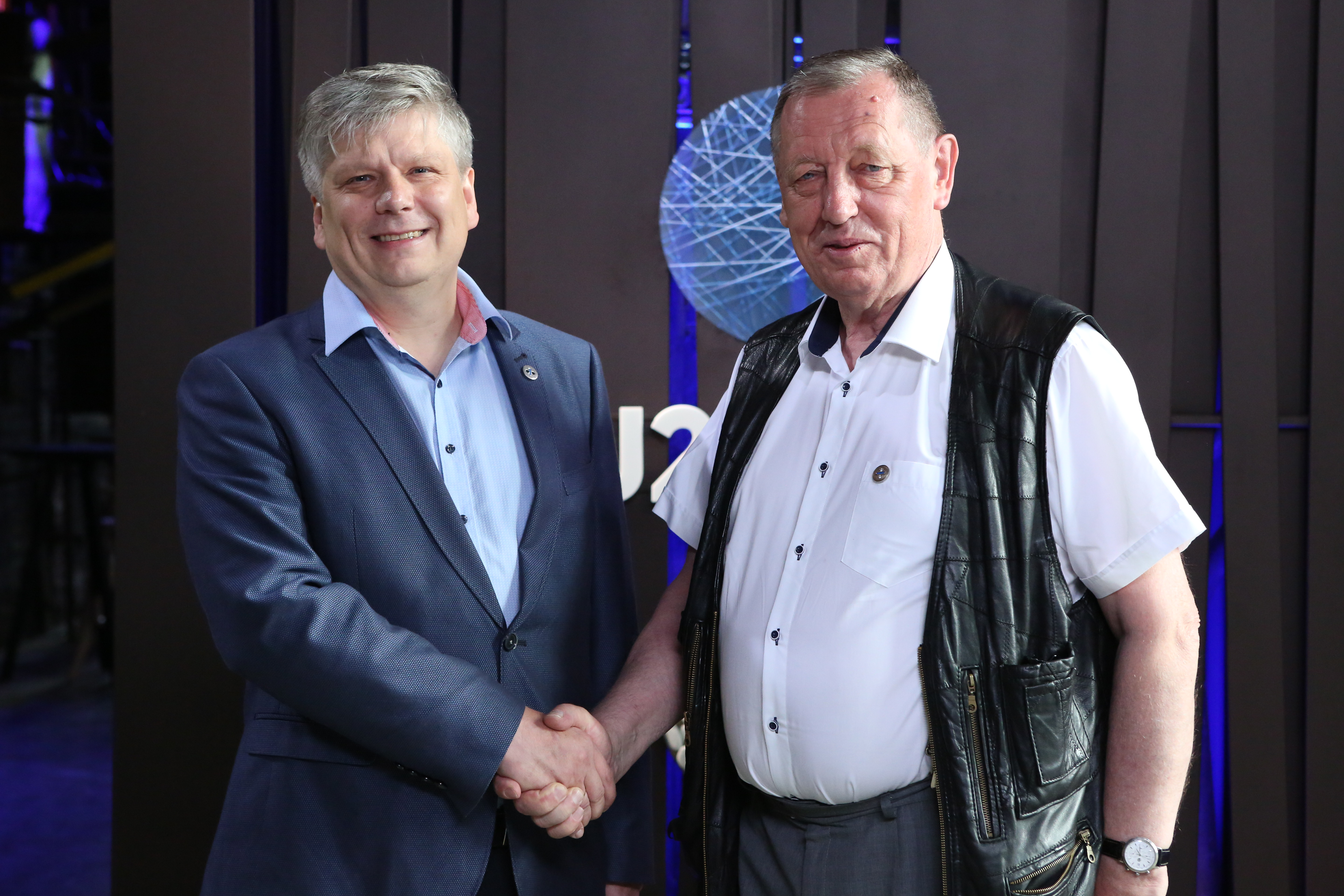
Siim Valmar Kiisler i Jan Szyszko

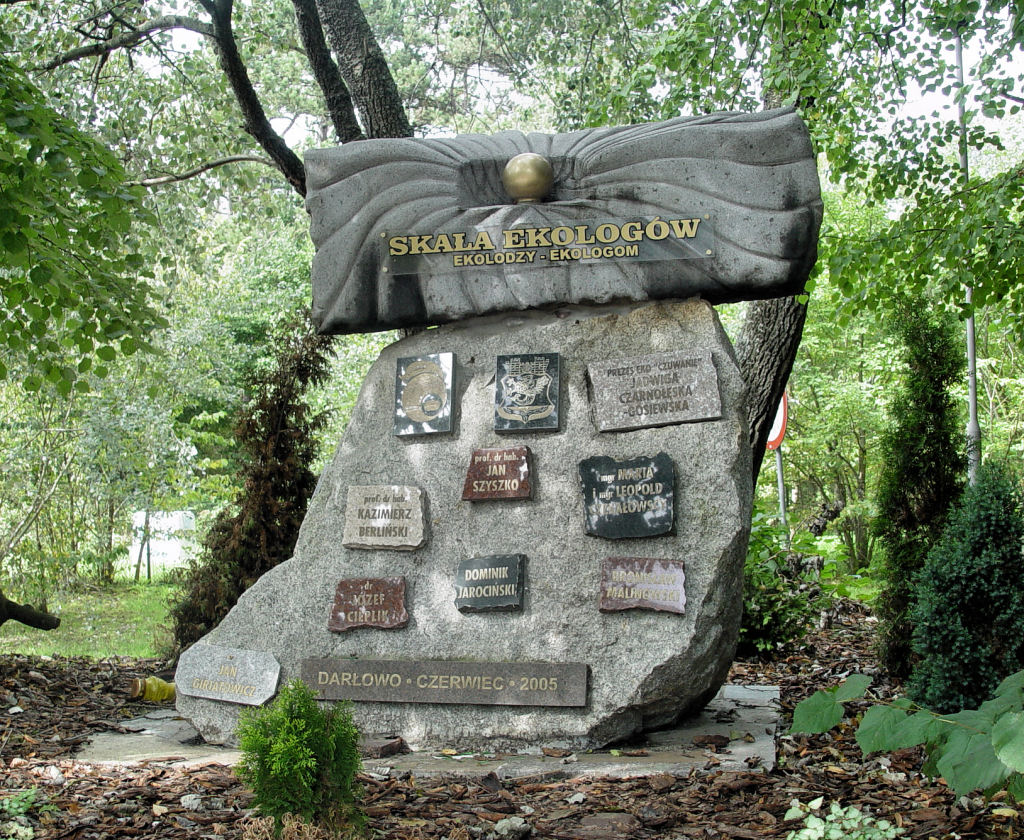
Jan Szyszko uhonorowany na „Skale Ekologów” w Darłowie

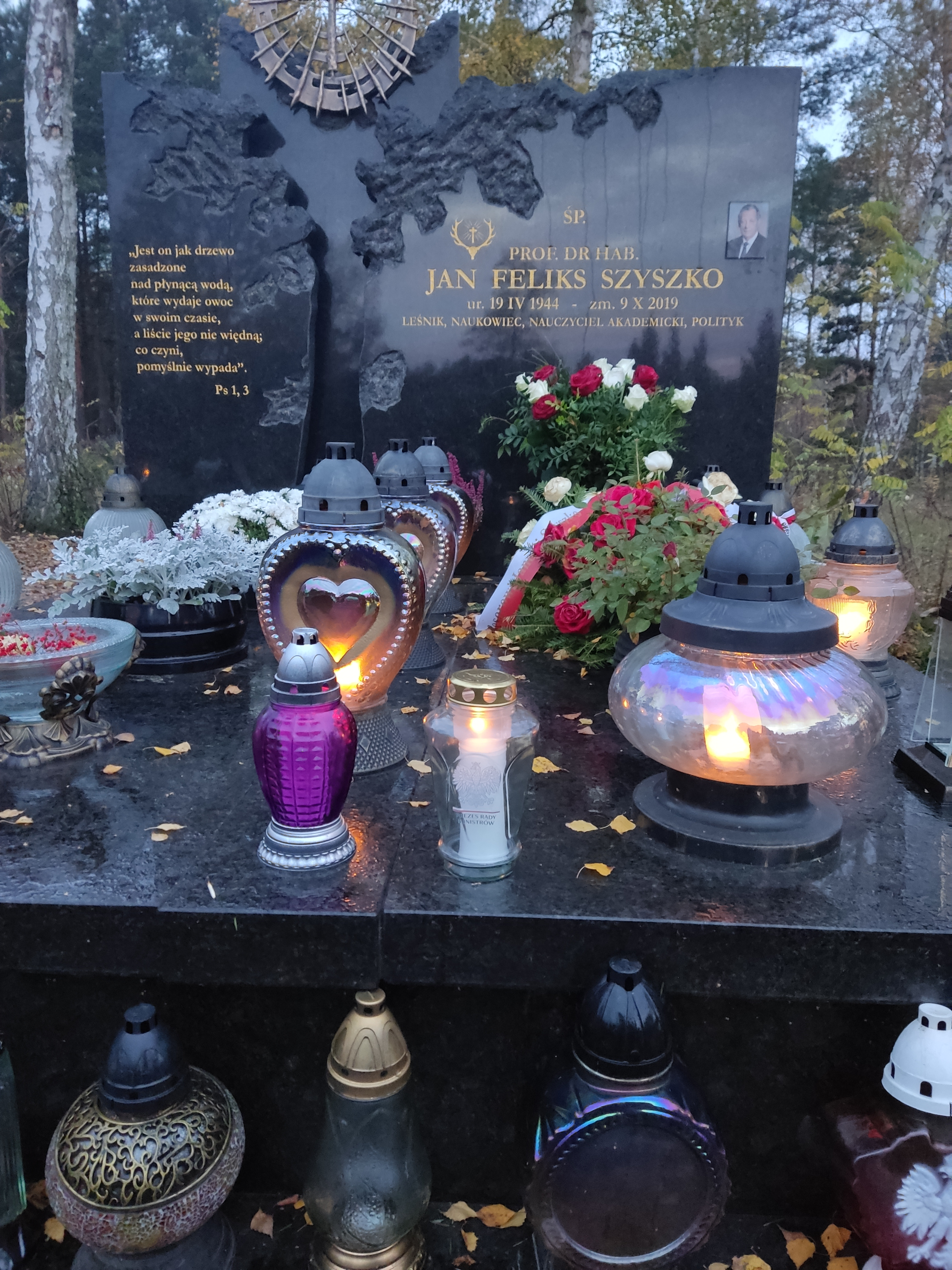
Grób Jana Szyszki na cmentarzu parafii Najświętszego Serca Pana Jezusa w Starej Miłośnie

Jan Feliks Szyszkoⓘ (ur. 19 kwietnia 1944 w Starej Miłośnie, zm. 9 października 2019 w Warszawie) – polski leśnik, nauczyciel akademicki oraz polityk. Profesor nauk leśnych. W latach 1997–1999 minister ochrony środowiska, zasobów naturalnych i leśnictwa w rządzie Jerzego Buzka, w latach 2005–2007 minister środowiska w rządach Kazimierza Marcinkiewicza i Jarosława Kaczyńskiego, w latach 2015–2018 minister środowiska w rządach Beaty Szydło oraz Mateusza Morawieckiego, poseł na Sejm V, VI, VII i VIII kadencji (2005–2019).

## Życiorys

### Wykształcenie i praca naukowa
W 1966 ukończył studia na Wydziale Leśnym Szkoły Głównej Gospodarstwa Wiejskiego, na której uzyskał następnie stopnie naukowe doktora i doktora habilitowanego nauk leśnych (odpowiednio w 1972 i 1984). W 2001 otrzymał tytuł naukowy profesora.
W latach 1993–1994 pełnił funkcję dyrektora Krajowego Zarządu Parków Narodowych w Ministerstwie Ochrony Środowiska, Zasobów Naturalnych i Leśnictwa. Został pracownikiem naukowo-dydaktycznym w SGGW i kierownikiem Katedry Architektury Krajobrazu na Wydziale Ogrodnictwa i Architektury Krajobrazu. Był współtwórcą i kierownikiem Pracowni Oceny i Wyceny Zasobów Przyrodniczych. Zasiadał w Komitecie Ekologii Polskiej Akademii Nauk. Wykładał także w Wyższej Szkole Kultury Społecznej i Medialnej w Toruniu.
Był autorem ponad stu publikacji naukowych z zakresu użytkowania zasobów przyrodniczych i ekologii. Założył i prowadził prywatną stację naukowo-badawczą dla studentów krajowych i zagranicznych, przeznaczoną do prowadzenia badań nad podnoszeniem zdrowotności lasów i wykorzystaniem zasobów przyrodniczych dla rozwoju gospodarczego. Był jednym z założycieli i prezesem Stowarzyszenia na Rzecz Zrównoważonego Rozwoju Polski.
W działalności naukowej zajmował się dynamiką liczebności populacji i regeneracją systemów leśnych. W swoich badaniach jako wskaźniki (bioindykatory) zmian zachodzących w środowisku wykorzystywał chrząszcze z rodziny biegaczowatych (Carabidae). Był dostarczycielem okazu, na podstawie którego opisano dla nauki jeden z gatunków z rodzaju Trechusa. Posiadał w swojej prywatnej kolekcji ponad 50 tysięcy egzemplarzy owadów, w tym ponad tysiąc przedstawicieli gatunków z rodziny biegaczowatych. Okazy te pozyskano podczas wielu wypraw i podróży po Europie (m.in. z Turcji, Bułgarii, a także z Polski).

### Działalność polityczna
Od 1987 był radnym i członkiem prezydium Miejskiej Rady Narodowej podwarszawskiej gminy Wesoła. W 1990, po utworzeniu samorządu gminnego, uzyskał mandat radnego tej miejscowości.
Od 1991 był działaczem Porozumienia Centrum, a od 1996 wiceprezesem zarządu głównego tej partii. W wyborach prezydenckich w 1995 pełnił funkcję szefa krajowego komitetu wyborczego Adama Strzembosza. Bez powodzenia kandydował do Sejmu w okręgu podwarszawskim – z listy PC w 1993 oraz z ramienia Akcji Wyborczej Solidarność w 1997. Był utożsamiany z kręgiem polityków bliskich Radiu Maryja.
Od 31 października 1997 do 19 października 1999 zajmował stanowisko ministra ochrony środowiska, zasobów naturalnych i leśnictwa w rządzie Jerzego Buzka. Następnie sprawował funkcję sekretarza stanu w Kancelarii Prezesa Rady Ministrów. Był pełnomocnikiem rządu do spraw Konwencji Klimatycznej i prezydentem V Konferencji Stron Konwencji Klimatycznej ONZ (1999–2000). W latach 2001–2005 zasiadał w Trybunale Stanu z rekomendacji Prawa i Sprawiedliwości.
Od 2001 należał do Prawa i Sprawiedliwości. W wyborach parlamentarnych w tym samym roku bez powodzenia kandydował do Sejmu z okręgu pilskim (otrzymał 4108 głosów). W wyborach w 2005 uzyskał liczbą 7042 głosów mandat posła na Sejm V kadencji z okręgu podwarszawskiego.
Od 31 października 2005 do 7 września 2007 i od 11 września 2007 do 16 listopada 2007 sprawował urząd ministra środowiska w rządach Kazimierza Marcinkiewicza oraz Jarosława Kaczyńskiego. Pomiędzy tymi okresami był sekretarzem stanu w Ministerstwie Środowiska i kierownikiem tego resortu. W wyborach parlamentarnych w 2007 po raz drugi uzyskał mandat poselski, otrzymując 15 623 głosy. Wszedł w skład Komisji do Spraw Unii Europejskiej oraz Komisji Ochrony Środowiska, Zasobów Naturalnych i Leśnictwa.
W wyborach w 2011 z powodzeniem ubiegał się o reelekcję, dostał 13 636 głosów. W wyborach w 2015 został ponownie wybrany do Sejmu, otrzymując 15 015 głosów.
16 listopada 2015 powołany na ministra środowiska w rządzie Beaty Szydło. 11 grudnia 2017 objął to samo stanowisko w nowo utworzonym rządzie Mateusza Morawieckiego. 9 stycznia 2018 został odwołany z funkcji ministra. W wyborach parlamentarnych w 2019 ponownie został zarejestrowany jako kandydat z listy PiS do Sejmu i prowadził kampanię wyborczą, jednak zmarł cztery dni przed dniem głosowania i miesiąc przed zakończeniem kadencji. Jego pogrzeb odbył się 16 października 2019 w Starej Miłośnie.

## Krytyka
Jego niektóre decyzje jako ministra środowiska często były przedmiotem krytyki, w tym głównie środowisk proekologicznych.
W 2006 wydał decyzję o środowiskowych uwarunkowaniach realizacji obwodnicy Augustowa przez Dolinę Rospudy w wariancie uważanym przez niektórych aktywistów ekologicznych za bardziej szkodliwy dla środowiska naturalnego. Wydane przez niego rozporządzenie z 2007 ustanowiło na terenie Polski najbardziej restrykcyjne normy hałasu w Unii Europejskiej. Zdaniem ekspertów na skutek jego obowiązywania w latach 2008–2012 przy nowo wybudowanych drogach powstawały nieuzasadnione ekrany dźwiękochłonne. Normy te zostały podniesione w 2012 pod wpływem raportu Najwyższej Izby Kontroli.
Otrzymał antynagrodę „Klimatyczna Bzdura Roku 2015” w plebiscycie organizowanym przez portal Nauka o klimacie za wypowiedź dotyczącą zalet polskich emisji dwutlenku węgla.
Przedmiotem krytyki była też ustawa z 16 grudnia 2016, zwana niekiedy w mediach jako lex Szyszko, uchwalona przez Sejm podczas kryzysu sejmowego w Sali Kolumnowej. Zwiększyła ona uprawnienia właścicieli nieruchomości do usuwania rosnących na nich drzew i krzewów. Ustawa, uchwalona w błyskawicznym tempie i bez konsultacji społecznych, doprowadziła do nadmiernej wycinki drzew. Pod wpływem nacisku społecznego i protestów została ona zmieniona w maju 2017. Według szacunków Zbigniewa Karaczuna z Katedry Ochrony Środowiska SGGW przez kilka miesięcy jej obowiązywania mogło zostać wyciętych 3 mln drzew.
Krytykowano również wprowadzenie masowej wycinki z użyciem ciężkiego sprzętu w Puszczy Białowieskiej; w lipcu 2017 Komisja Europejska wystąpiła przeciwko Polsce do Trybunału Sprawiedliwości UE, wskazując, że prowadzona wycinka drzew stanowiła poważne zagrożenie integralności obszaru Natura 2000, nie była zgodna z celami ochrony Puszczy Białowieskiej i przekraczała środki, jakich można używać do zapewnienia zrównoważonego użytkowania lasu. W kwietniu 2018 Trybunał Sprawiedliwości Unii Europejskiej orzekł, że wycinka ta była niezgodna z prawem unijnym.

## Odznaczenia, wyróżnienia i upamiętnienie
Jan Szyszko otrzymał następujące odznaczenia i wyróżnienia:
- tytuł honorowego obywatela Wielunia[44];
- tytuł honorowego obywatela Krościenka nad Dunajcem[44];
- tytuł doktora honoris causa Leuphana Universität Lüneburg (za badania nad biegaczowatymi)[9];
- Nagrodę im. Ettore Majorany „Nauka dla Pokoju” (2008) – przyznawaną m.in. przez Papieską Akademię Nauk[45];
- Wielki Order Świętego Ottona z Bambergu (2016) – odznaczenie archidiecezji szczecińsko-kamieńskiej[46];
- Krzyż Komandorski z Gwiazdą Orderu Odrodzenia Polski (2019, pośmiertnie)[47].

W 2022 odsłonięto pomnik Jana Szyszki w Jarocinie.

## Życie prywatne
Syn Jana (zm. 1987) i Eleonory (zm. 1990).
Był żonaty, miał dwie córki. Pochowany na cmentarzu parafii Najświętszego Serca Pana Jezusa w Starej Miłośnie (sektor D, rząd 21, grób 20).

## Wyniki wyborcze
| Wybory | Komitet wyborczy   | Komitet wyborczy           | Organ             | Okręg          | Wynik        |
| ------ | ------------------ | -------------------------- | ----------------- | -------------- | ------------ |
| 1993   |                    | Porozumienie Centrum       | Sejm II kadencji  | nr 2           | 888 (0,33%)  |
| 1997   |                    | Akcja Wyborcza Solidarność | Sejm III kadencji | nr 2           | 2858 (1,01%) |
| 2001   |                    | Prawo i Sprawiedliwość     | Sejm IV kadencji  | nr 38          | 4108 (1,60%) |
| 2005   | Sejm V kadencji    | Prawo i Sprawiedliwość     | nr 20             | 7042 (2,22%)   |              |
| 2007   | Sejm VI kadencji   | Prawo i Sprawiedliwość     | nr 20             | 15 623 (3,39%) |              |
| 2011   | Sejm VII kadencji  | Prawo i Sprawiedliwość     | nr 20             | 13 636 (3,03%) |              |
| 2015   | Sejm VIII kadencji | Prawo i Sprawiedliwość     | nr 20             | 15 015 (3,06%) |              |